# Intimní tajemství
Intimní tajemství (v angličtině Teeth) je komediální hororový film z roku 2007. Film režíroval Mitchell Lichtenstein podle vlastního scénáře.

## Hrají
- Jess Weixler jako Dawn O'Keefe
- Hale Apperman jako Toby
- John Hensley jako Brad
- Lenny von Dohlen jako Bill
- Josh Pais jako Dr. Godfrey
- Julia Garro jako Alisha
- Adam Wagner jako Phil
- Vivienne Benesch jako Kim
- Ashley Springer jako Ryan
- Trent Moore jako Mr. Vincent